# Von Perfall
von Perfall är en bayersk adelsätt, känd sedan 1355.

## Kända medlemmar
- Karl von Perfall (1824-1907, tysk friherre och musiker
- Karl von Perfall (1851-1924), tysk friherre och författare
- Anton von Perfall (1854-1912), tysk friherre och författare
- Erich von Perfall (1880-1961), tysk friherre och målare